# Танеево
Танеево — деревня в Кольчугинском районе Владимирской области России, входит в состав Раздольевского сельского поселения.

## География
Деревня расположена в 19 км на юго-восток от центра поселения посёлка Раздолье и в 25 км на юго-восток от райцентра города Кольчугино.

## История
В конце XIX — начале XX века деревня входила в состав Дубковской волости Покровского уезда Владимирской губернии, с 1925 года — в составе Черкутинской волости Владимирского уезда Владимирской губернии. В 1859 году в деревне числилось 26 дворов, в 1905 году — 47 дворов, в 1926 году — 50 дворов.
С 1929 года деревня входила в состав Клементьевского сельсовета Ставровского района, с 1932 года — в составе Ельцинского сельсовета Кольчугинского района, с 1983 года — в составе Павловского сельсовета, с 2005 года — в составе Раздольевского сельского поселения.

## Население
| 1859 | 1905 | 1926 |
| ---- | ---- | ---- |
| 163  | 286  | 253  |

| 1859 | 1905 | 1926 | 2002 | 2010 | 2021 |
| ---- | ---- | ---- | ---- | ---- | ---- |
| 163  | ↗286 | ↘253 | ↘3   | ↘0   | ↗4   |